# Windows 2.x
Windows 2.x – część rodziny graficznych interfejsów użytkownika (GUI) firmy Microsoft, następca edycji Windows 1.0. Według opinii użytkowników, Windows 2.0 wyglądał podobnie do systemu operacyjnego Mac OS, przypominał również bardziej początkowe plany Microsoftu dotyczące wyglądu Windows 1.0.

## Windows 2.0

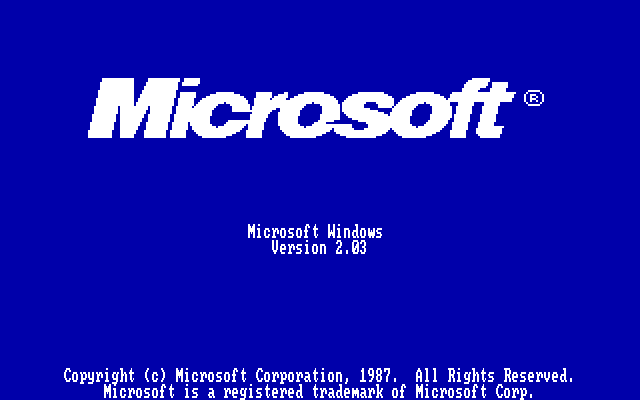
Ekran startowy Windows 2.03

Produkt ten na rynku pojawił się 1 listopada 1987, pozwalając oknom zachodzić na siebie nawzajem, co było znaczącą zmianą od poprzednika – Windows 1.0 pozwalał oknom wyłącznie na sąsiadujące położenie, co spowodowane było pozwem wytoczonym Microsoftowi przez firmę Apple, choć okna dialogowe i pozycje menu mogły w Windows 1.0 zasłaniać inne okna. Wersja 2.0 wprowadziła również operacje „Minimize” i „Maximize” w odniesieniu do okien, zastępując nazwy „Iconize” i „Zoom” edycji 1.0. Wprowadzono również bardziej skomplikowany mechanizm wywoływania funkcji nakładki kombinacjami klawiszy: jedna z liter polecenia była podkreślana, a komendę można było wywołać naciskając podkreślony znak wraz z klawiszem Alt. Zadania obsługi plików wywoływane były w programie MS-DOS Executive, którego działanie opierało się raczej na listach plików niż na ikonach.
W środowisku Windows 2.0 uruchomić można było pierwsze wersje programów Microsoft Word i Microsoft Excel, a wsparcie dla Windows ze strony firm trzecich na rynku programistycznym rosło – niektórzy producenci programów dostarczali klientom nie posiadającym Windows środowisko startowe Windows Runtime wraz ze swoimi tytułami. Większość firm programistycznych utrzymywała jednak swoje programy w „czystym” systemie operacyjnym MS-DOS, gdyż użytkownicy Windows stanowili wciąż wąskie grono.
Wersja Windows 2.03, zawierająca nieco ikon przywodzących na myśl styl komputerów Macintosh, pojawiła się w styczniu 1988. 17 marca 1988 firma Apple Computer wytoczyła proces firmom Microsoft i Hewlett-Packard, zarzucając im naruszenie posiadanych przez siebie praw autorskich do systemu operacyjnego komputerów Macintosh.

## Windows 2.1x

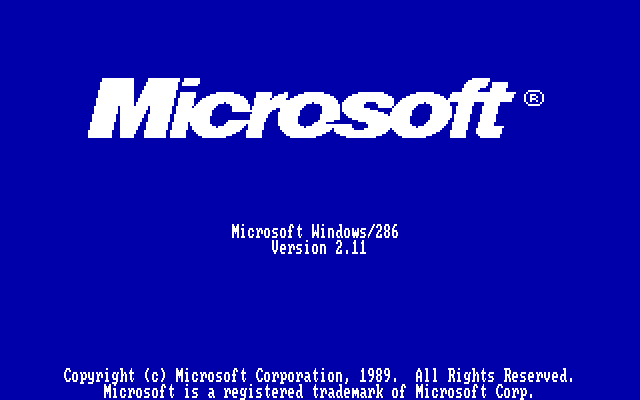
Ekran startowy Windows 2.11

W niecały rok po premierze Windows 2.0, 27 maja 1988, na rynku pojawiły się środowiska Windows/286 2.1 i Windows/386 2.1. Wersje te mogły wykorzystać potencjał drzemiący w procesorach odpowiednio linii 80286 i 80386 firmy Intel. W marcu 1989 wydano środowisko Windows 2.11, w którym zmieniono nieznacznie kwestie zarządzania pamięcią, szybkością drukowania i sterowniki dla urządzeń PostScript.

### Windows/286
Nakładka Windows/286 wykorzystywała obszar pamięci HMA, pozostawiając więcej pamięci dla programów uruchamianych przez użytkownika. W tym celu Microsoft wprowadził sterownik systemowy himem.sys. Również w celu udostępnienia programom użytkownika większych ilości pamięci środowisko wykorzystywało kilka modeli kart rozszerzających pamięć EMS (choć obsługa tej technologii nie była bezpośrednio powiązana z procesorami 80286). Segmentowa natura programów przeznaczonych dla Windows dobrze się wpasowywała w założenia technologii EMS, gdyż poszczególne segmenty danych i kodu programu można było umieścić w pierwszym megabajcie pamięci operacyjnej komputera, gdzie były widoczne dla aktywnych programów pracujących w trybie rzeczywistym. Microsoft zachęcał użytkowników do konfigurowania systemów komputerowych wykorzystując tylko 256 kilobajtów pamięci operacyjnej, pozostawiając obszar między 256. a 640. kilobajtem dla dynamicznego mapowania pamięci EMS.

### Windows/386
Środowisko Windows/386 było o wiele bardziej zaawansowane. Wprowadzono w nim jądro działające w trybie chronionym, ponad którym interfejs użytkownika i aplikacje uruchamiane były we własnych wirtualnych maszynach typu 8086. Pozwalało to na równoległe uruchomienie kilku programów MS-DOS bez potrzeby zawieszania pracy tych aplikacji, które nie były na pierwszym planie (aplikacje Windows wtedy już miały możliwość działania równoległego w kooperatywnej wielozadaniowości). Każda aplikacja DOS-owa mogła zająć całą dostępną przed załadowaniem Windows pamięć podstawową (minus kilka kilobajtów narzutu). Środowisko Windows pozwalało również na emulację pamięci EMS, korzystając z mechanizmów zarządzania pamięcią oferowanych przez procesor, które sprawiały, że pamięć powyżej granicy 640 kilobajtów zachowywała się jakby była podzielona na banki; taka pamięć dotychczas była dostępna wyłącznie poprzez odpowiednie karty rozszerzeń, wykorzystywane przez programy działające w MS-DOS. Zastępując plik win200.com na command.com można było umożliwić emulację pamięci EMS w DOS-ie bez potrzeby uruchamiania graficznego interfejsu użytkownika. Windows/386 nie był wyposażony w oparte na zapisywaniu na dysk mechanizmy pamięci wirtualnej, więc wszystkie uruchamiane programy MS-DOS musiały zmieścić się w dostępnej pamięci fizycznej. Microsoft sugerował dokupowanie pamięci i kart rozszerzeń użytkownikom swojego środowiska.
Żadna z opisanych w tej sekcji wersji Windows nie współpracowała poprawnie z działającymi w DOS-ie menedżerami pamięci, takimi jak QEMM czy CEMM, ani z rozszerzeniami DOS-u, które same korzystały z własnych technik zarządzania pamięcią i działały w trybie chronionym procesora. Niedogodność tę usunięto w wersji 3.0, kompatybilnej z VCPI w trybie standardowym i CPMI w trybie rozszerzonym procesorów 386.
Linia środowisk Windows 2.0 została zastąpiona przez Windows 3.0 w maju 1990.